# ZOKE

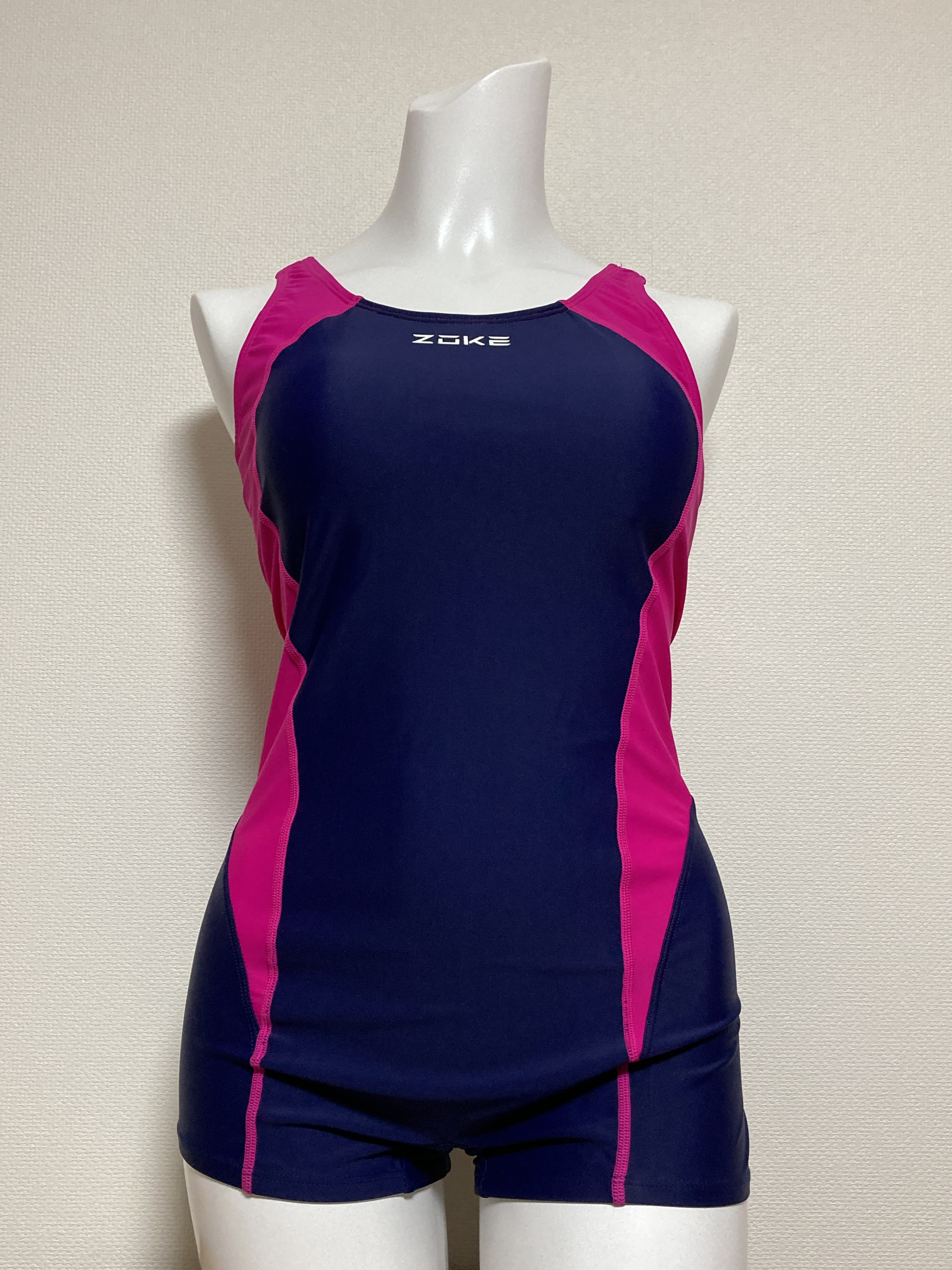
ZOKEの水着

ZOKE（ゾッコウ、洲克）は、1996年に設立された、中華人民共和国上海市に本社を置く水着製造会社である。
中国では有名な水着ブランドのひとつ。2009年、中国馳名商標に登録された。
主要となる工場は福建省泉州市にある。
1998年、Zoke Swim Lab設立。2002年、耐塩素水着の生産を開始。イタリアのCARVICO社と協同で研究開発を進めており、伸縮性に優れたスパンデックス素材 (LYCRA SPORT) の採用や、紙のような質感を目指したPAPER TOUCHと呼ばれる質感向上技術などを有する。国際水泳連盟 (FINA) 承認水着の製造も手がけている。FINA承認コードはZK。

## 製品画像

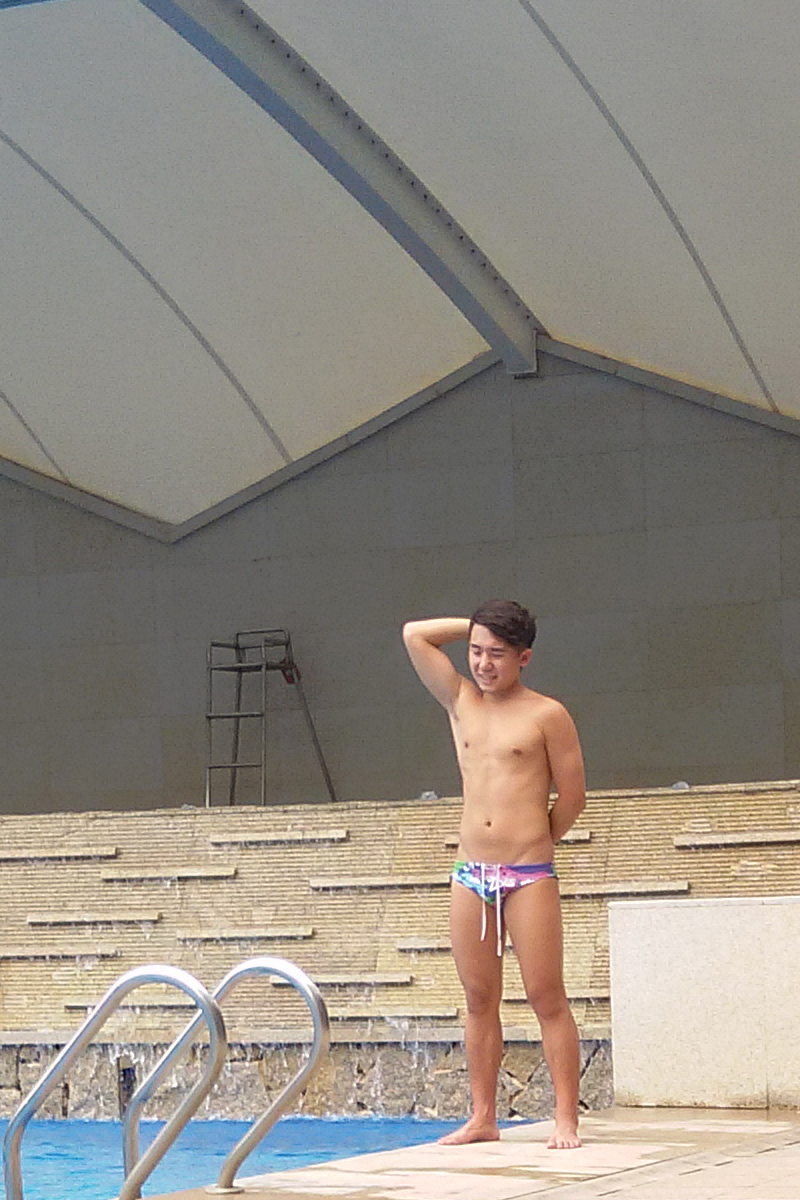